# Tuffi ai Giochi della VII Olimpiade - Piattaforma alta maschile
La competizione della piattaforma alta maschile  di tuffi ai Giochi della VII Olimpiade si tenne i giorni dal 22 al 25 agosto 1920 allo Stade Nautique di Anversa.

## Risultati

### Turno eliminatorio
I primi tre in ogni gruppo avanzarono alla finale. Quattro tuffi, due da 5 metri e due da 10 metri.
| Pos. | Concorrente          | Nazione       | Punti ordinali | Punti totali |
| ---- | -------------------- | ------------- | -------------- | ------------ |
| 1    | Nils Skoglund        | Svezia        | 10             | 153,0        |
| 2    | Herold Jansson       | Danimarca     | 13             | 152,0        |
| 3    | Fernand Sauvage      | Belgio        | 17             | 145,5        |
| 4    | Albert Dickin        | Gran Bretagna | 17             | 140,5        |
| 5    | Sigvard Andersen     | Norvegia      | 21             | 139,0        |
| 6    | Richard Beauchamp    | Stati Uniti   | 23             | 135,0        |
| 7    | Guglielmo De Sanctis | Italia        | 33             | 98,0         |

| Pos. | Concorrente      | Nazione     | Punti ordinali | Punti totali |
| ---- | ---------------- | ----------- | -------------- | ------------ |
| 1    | Arvid Wallman    | Svezia      | 8              | 175,5        |
| 2    | Erik Adlerz      | Svezia      | 11             | 177,0        |
| 3    | Adolfo Wellisch  | Brasile     | 14             | 162,0        |
| 4    | Kalle Kainuvaara | Finlandia   | 15             | 160,0        |
| 5    | Clyde Swendsen   | Stati Uniti | 25             | 148,0        |
| 6    | Frank Mullen     | Stati Uniti | 27             | 144,0        |
| 7    | Richard Flint    | Canada      | 34             | 126,0        |
| 8    | Masaren Uchida   | Giappone    | 40             | 94,0         |

| Pos. | Concorrente         | Nazione       | Punti ordinali | Punti totali |
| ---- | ------------------- | ------------- | -------------- | ------------ |
| 1    | Johan Jansson       | Svezia        | 8              | 171,5        |
| 2    | Harold Clarke       | Gran Bretagna | 10             | 164,5        |
| 3    | Yrjö Valkama        | Finlandia     | 14             | 157,0        |
| 4    | Harry Prieste       | Stati Uniti   | 18             | 149,5        |
| 5    | Sven Palle Sørensen | Danimarca     | 27             | 137,0        |
| 6    | Bernhard Dahl       | Norvegia      | 28             | 136,5        |
| 7    | Joseph de Sonay     | Belgio        | 30             | 129,0        |

### Finale
Quattro tuffi, due da 5 metri e due da 10 metri.
| Pos.    | Concorrente     | Nazione       | Punti ordinali | Punti totali |
| ------- | --------------- | ------------- | -------------- | ------------ |
| Oro     | Arvid Wallman   | Svezia        | 7              | 183,5        |
| Argento | Nils Skoglund   | Svezia        | 8              | 183,0        |
| Bronzo  | Johan Jansson   | Svezia        | 16             | 175,0        |
| 4       | Erik Adlerz     | Svezia        | 19             | 173,0        |
| 5       | Yrjö Valkama    | Finlandia     | 23             | 167,5        |
| 6       | Herold Jansson  | Danimarca     | 27             | 159,0        |
| 7       | Fernand Sauvage | Belgio        | 34             | 148,5        |
| 8       | Adolfo Wellisch | Brasile       | 37             | 153,0        |
| 9       | Harold Clarke   | Gran Bretagna | 40             | 142,0        |